# 360扣扣保镖
360扣扣保镖是360安全中心2010年10月29日推出的软件，可以保护QQ用户的安全，防止隐私泄漏、防止木马盗取QQ帐号、给QQ加速等功能，并且完全免费。

## 历史与发展

### 基本功能
- 防止QQ静默扫描用户硬盘。
- 防QQ盗帐号。
- 禁用不必要的QQ插件。
- 去QQ广告。
- 清除QQ的多余/临时文件，导致误删QQ音乐等软件的音乐文件。
- 删除QQ影音之类的周边软件。
- 检测QQ的安全性，并支持一键修复。
- 阻止QQ设置被恶意修改。
- 劫持QQ面板中的“安全”按钮，由之前的打开QQ安全沟通页面换为360安全卫士软件。

奇虎360称默认不会修改QQ任何设置，所有功能都由用户决定并启用和恢复。

### 与腾讯的糾紛
- 2010年9月，奇虎360与腾讯等公司之间的矛盾，奇虎360指出腾讯QQ扫描用户硬碟资料，奇虎360推出360隐私保护器和360扣扣保镖称可保护QQ用户隐私并引发争议。
- 360扣扣保镖发布数日后，腾讯公司随即对此作出回应。2010年11月3日，腾讯发布《致广大QQ用户的一封信》，宣布将于运行360软件的电脑上停止运行QQ。奇虎公司作为对此事件的回应，于翌日也发布了《360致用户的一封公开信》[1]，宣布召回“360扣扣保镖”。
- 2010年11月12日，奇虎360在向媒体表示，中国信息安全测评中心公布了对360扣扣保镖（版本号v1.0.0.1005 )的检测报告，检测报告证实了360扣扣保镖不是木马病毒，也不存在所谓“后门”和窃取用户隐私、复制QQ好友信息的行为[2][3]。